# Малые Лызки
Малые Лызки — бывшая деревня в Хиславичском районе Смоленской области России. Входила в состав Корзовского сельсовета.

## География
Малые Лызки находились к юго-западу от современной деревни Большие Лызки на другом (правом) берегу речки Лызка. Вблизи северной стороны начинается зоологический заказник «Хиславичский».

## История
По данным справочников 1981, 1993 годов деревня Корзовского сельсовета Хиславичского района.
В 2010 году деревня уже не существовало, на карте на её месте обозначалось урочище Малые Лызки.

## Транспорт
К северу проходит дорога третьего класса Хиславичи — Лобановка — Осиновка 66Н-2209.